# شانه‌موش لاگو بلانکو
شانه‌موش لاگو بلانکو (نام علمی: Ctenomys fodax) نام یک گونه از سرده شانه‌موش است.